# 詹達爾侯國
詹達爾侯國（土耳其語：Candaroğulları Beyliği），亦被稱為伊斯芬迪亞爾侯國（土耳其語：İsfandiyaroğulları Beyliği），是一個建立於安那托利亞北部的安纳托利亚侯国，該王朝的創立者亞曼·詹達爾贝伊為土庫曼人出身，詹達爾立國於黑海之濱的帕夫拉戈尼亚地區，其版圖橫跨現今土耳其的卡斯塔莫努至锡诺普一帶，詹達爾侯國國祚始於1292年，直到1461年方被奥斯曼帝国的蘇丹穆罕默德二世所征服。

## 歷史
詹達爾侯國的開創者亞曼·詹達爾原為隸屬魯姆蘇丹國詹達爾宮廷衛隊的一名指揮官，日後由於亞曼·詹達爾在羅姆蘇丹國的王位爭奪戰中勇猛作戰，立下幫助魯姆蘇丹國蘇丹梅蘇德二世重掌權力的汗馬功勞，加上當時伊兒汗國的可汗海合都對他頗為欣賞，亞曼·詹達爾因此被賜予卡斯塔莫努作為封地，以獎勵其功績。在亞曼·詹達爾去世之後，他的兒子蘇萊曼一世從權臣佩瓦內後裔的手中奪下番紅花城與锡诺普兩座城市，蘇萊曼一世（Süleyman I）隨後分別任命他的兩個兒子負責管理新佔領的地盤，大兒子易卜拉欣一世（Ibrahim I）獲封錫諾普的總督，小兒子阿里（Ali）則得到番紅花城。直到伊兒汗國的不賽因汗逝世之前，蘇萊曼一世皆奉伊兒汗國為宗主國。
當蘇萊曼一世去世後，他的兒子易卜拉欣一世和阿里旋即為了繼承王座而互相攻伐，經過長達30年的內戰，1339年，大兒子易卜拉欣一世終於贏得勝利並接管了詹達爾侯國。在易卜拉欣一世死後，他的表親阿迪勒（Âdil）繼承了王位，當阿迪勒去世後，他的兒子巴耶濟德（Bâyezid）繼位，在巴耶濟德的統治時期曾兩度與錫瓦斯的統治者卡迪·布爾汗丁間爆發戰爭。1383年，巴耶濟德的一名兒子蘇萊曼二世（Süleyman II）在奧斯曼帝國蘇丹穆拉德一世的軍事支持下興兵奪位，並成功佔領了卡斯塔莫努，巴耶濟德則被迫逃往錫諾普，詹達爾侯國也因此實質分裂成兩個政權。當1385年巴耶濟德去世之後，他的另一位兒子伊斯芬迪亞爾繼承了他的王位以及剩餘一半的領土。
而統治著卡斯塔莫努的蘇萊曼二世始終忠於穆拉德一世，並積極參與奧斯曼帝國於1386年與1389年在歐洲地區發動的戰役。但好景不長，當穆拉德一世的繼任者巴耶濟德一世上位後，奧斯曼帝國在安那托利亞的政策開始轉趨強硬，巴耶濟德一世開始逐步併吞許多半獨立的安纳托利亚侯国，1391年巴耶濟德一世對卡斯塔莫努發動襲擊，蘇萊曼二世被殺，詹達爾侯國在卡斯塔莫努的政權自此結束。
與此同時，由於擔心會和強大的奧斯曼人發生衝突，統治著錫諾普地區的伊斯芬迪亞爾選擇接受巴耶濟德一世的統治，作為交換條件，伊斯芬迪亞爾保有一定的自治權力。當1402年巴耶濟德一世在安卡拉之战中被帖木儿帝国的帖木儿擊敗後，伊斯芬迪亞爾向帖木兒宣誓效忠，帖木兒則將過去原屬於詹達爾侯國的卡斯塔莫努、卡萊吉克、托斯亞與昌克勒等地歸還給伊斯芬迪亞爾。
當帖木兒離開安納托利亞之後，巴耶濟德一世的四個兒子隨即為了蘇丹的寶座爆發內戰，在奧斯曼帝國陷入大空位期的期間，伊斯芬迪亞爾竭力周旋於四名奧斯曼王子之中，並小心翼翼的在各勢力間保持平衡與中立的立場。雖然伊斯芬迪亞爾盡力維持著自己的統治，不過他的一名兒子卡西姆（Kasım）發起叛亂，並在佔領昌克勒與托斯亞等城鎮後，宣稱自己為當地的統治者，同時向奧斯曼帝國表示臣服，導致詹達爾侯國的政權再度分裂。儘管伊斯芬迪亞爾決定在1423年出兵抵抗新任蘇丹穆拉德二世，希望能夠趁機收復失地，不過卻遭到穆拉德二世擊敗，伊斯芬迪亞爾只能無奈地放棄南部領土，率軍撤回錫諾普。1439年伊斯芬迪亞爾去世，其子易卜拉欣二世（Ibrahim II）繼承王位，易卜拉欣二世於1443年逝世後，伊斯邁爾（Ismail）繼位並統治到1461年。
1453年，奧斯曼帝國的蘇丹穆罕默德二世在攻陷君士坦丁堡之後，他開始回頭著手對付各個安納托利亞侯國，1461年，穆罕默德二世與伊斯邁爾的兄弟克澤爾·艾哈邁德（Kızıl Ahmed）聯手攻下錫諾普，滅亡了詹達爾侯國，雖然穆罕默德二世在占領詹達爾侯國後，繼續任命克澤爾·艾哈邁德擔任卡斯塔莫努與錫諾普的總督，不過不久之後，穆罕默德二世便於同年撤銷克澤爾·艾哈邁德的職位，將原屬詹達爾侯國的疆域正式併入奧斯曼帝國之中。

## 王朝後裔
當詹達爾侯國被併入奧斯曼帝國之後，詹達爾家族很快地便融入奧斯曼帝國的統治體系當中，直到奧斯曼帝國於1922年瓦解之前，許多詹達爾家族的後代皆出任過許多帝國的重要職位，直至今日，仍有不少詹達爾侯國的子孫居住於伊斯坦堡和歐洲各地，艾謝蘇丹（Ayşe Sultan）是最後一名在奧斯曼帝國時期仍享有爵位的詹達爾貴族，他於1981年在安卡拉去世。

## 旗幟
由於詹達爾侯國的國旗繪有一枚六芒星，因此很容易被誤會是現今犹太人的象徵大衛星，不過在中世紀時期，這顆恆星不僅僅是猶太人的標誌，亦是廣受穆斯林尊崇的伊斯蘭教先知之一所羅門的神聖印記所羅門之印，所羅門之印備受許多安那托利亞侯國的突厥人所喜愛，並被廣泛用於裝飾建築物、錢幣或旗幟，例如卡拉曼侯國的國旗上便有所羅門之印的六芒星圖案。

## 文化
詹達爾侯國位於安納托利亞半島的北部地區，該國的人口稠密，在1332年其總人口已達42萬人左右。詹達爾的國祚持續了約170年，與同時代的其他國家相比，詹達爾侯國在伊斯蘭建築、文化、社會關係與社會福利方面都相當先進，對其他同為突厥人所建立的安納托利亞侯國亦具有極大的政治影響力。除此之外，詹達爾國內還擁有許多專業的學者與作家，他們用土耳其语撰寫了大量的诗歌、图书、医学、化學和社会科学等作品，並將不少原本以阿拉伯语和波斯语所寫成的書籍翻譯為土耳其文。
該地區的許多歷史建築物皆是在詹達爾侯國統治時期所建立的，其中包括土耳其澡堂、商隊驛站，以及為數眾多的清真寺、客棧、伊斯蘭學校與圖書館等公共建築。

## 經濟
據14世紀的歷史學家謝哈布·烏馬里指出，詹達爾侯國的地理環境極佳，該國不但擁有黑海地區重要的港口都市錫諾普，錫諾普同時也是通往安納托利亞內陸貿易路線的重要據點，並設有热那亚共和国商人所建立的貿易倉庫。當時鄰近詹達爾侯國的都市錫瓦斯居住著許多熱那亞商人，他們會從安納托利亞遙遠的東南部運送貨品至黑海海濱的特拉布宗、薩姆松與錫諾普等海港進行貿易活動。威尼斯共和国的歷史文獻也有相關的紀錄，證明詹達爾侯國與威尼斯與熱那亞的城邦間有著密切的交流與商業貿易關係。
卡斯塔莫努地區還出產如鐵礦石與铜矿等豐富的自然資源，由於境內擁有重要的礦產原料，詹達爾侯國在和熱那亞商人的貿易過程中，詹達爾人也使用他們自行鑄造的銅幣進行交易，銅幣上面印有兩條魚的圖案以及Dârü's-saâde-i Sinop的銘文。

## 軍事
詹達爾擁有一支人數達25,000名的轻骑兵部隊，詹達爾強大的軍隊經常參與奧斯曼帝國在魯米利亞與安納托利亞地區的軍事行動，例如在滅亡拜占庭帝国之役 - 攻佔君士坦丁堡的戰役中便有詹達爾侯國部隊的身影，詹達爾人在這場大戰中偕同奧斯曼人征戰以及負責突襲敵方的部隊，同時阻止拜占庭軍隊威脅到其餘一同參與作戰的安那托利亞侯國僕從軍。
此外詹達爾侯國在錫諾普設有一座造船廠，也因此擁有頗為強大的海上力量，雖然現存史料未能確知詹達爾海軍的軍力，不過詹達爾的艦隊確實襲擊過克里米亚南部當時屬於熱那亞共和國的殖民地卡法（現稱費奧多西亞）。

## 統治者列表
| 統治者          | 統治日期      | 註釋 |
| --------------- | ------------- | --- |

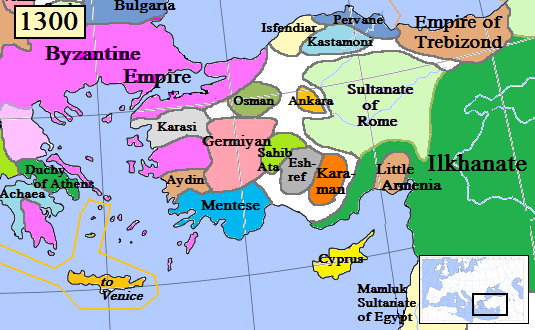
1300年詹達爾侯國的疆域（淡黃色部分）

| 亞曼·詹達爾     | 約1291年      | 首位統治者，全名為帖木兒·舍姆賽丁·亞曼·詹達爾（Temur Şemseddin Yaman Candar）。                                                                                        |
| 蘇萊曼一世      | ？–1309年     | 在他去世（約1309年）之後，他的兩個兒子，易卜拉辛和阿里之間為了繼承王位展開一場內戰。                                                                                   |
| 王朝內戰期間    |               | |
| 易卜拉欣一世    | 1339年–？     | 他於1339 年擊敗其兄弟阿里之後，登上王位。 |
| 阿迪勒          | 1346年–1361年 | |
| 巴耶濟德        | 1361年–1383年 | 娶奥尔汗一世的孫女伊凡迪札德·蘇丹哈屯（Efendizade Sultan Hatun）為妻，兩人生下伊斯芬迪亞爾。                                                                           |
| 蘇萊曼二世      | 1384年–1385年 | |
| 伊斯芬迪亞爾    | 1385年–1440年 | 統治長達55年的時間，因此詹達爾侯國有時也以他為名被稱為伊斯芬迪亞爾侯國。他的孫女哈蒂潔·哈利瑪哈屯於1425年嫁給了穆拉德二世，穆拉德二世駕崩後，她再度改嫁給伊沙克帕夏 。 |
| 易卜拉欣二世    | 1440年–1443年 | |
| 伊斯邁爾        | 1443年–1461年 | |
| 克澤爾·艾哈邁德 | 1461年        | 他是第10任也是最後一位詹達爾王朝的贝伊，艾哈邁德的統治僅有短短3個月的時間，詹達爾王朝便遭到奧斯曼帝國吞併。                                                            |

## 外部連結
- http://www.dallog.com/beylikler/candaroglu.htm （土耳其文）
- http://www.enfal.de/starih32.htm （页面存档备份，存于） （土耳其文）